# Панфилово (Грязовецкий район)
Панфилово — деревня в Грязовецком районе Вологодской области.
Входит в состав Юровского муниципального образования, с точки зрения административно-территориального деления — в Минькинский сельсовет.
Расстояние до районного центра Грязовца по автодороге — 31 км, до центра муниципального образования Юрово по прямой — 7 км. Ближайшие населённые пункты — Назарка, Степково, Бокотово.
По переписи 2002 года население — 254 человека (114 мужчин, 140 женщин). Преобладающая национальность — русские (99 %).